# Camp Lazlo
Camp Lazlo är en amerikansk-koreansk animerad TV-serie från 2005–2008, skapad av Joe Murray. 
Den går på Cartoon Network. Lazlo är en brasiliansk spindelapa som bor i ett scoutläger som heter Camp Kidney med sina vänner elefanten Raj och noshörningen Clam. Tillsammans upplever de äventyr och scoututmaningar.  
I Sverige sändes serien på TV3 från 2006 och återupptas Cartoon Network.    

## Karaktärer
- Lazlo: spindelapa
- Raj: elefant
- Clam: noshörning
- Lumpus: älg
- Slimpman: snigel
- Skip och Chip: baggar
- Edward: näbbdjur
- Dave och Ping Pong: änder
- Samson: marsvin
- Larry, Loie, Leonard och Lilement: lämlar
- Chif: get
- Syster Lezly: haj
- Överste Hoo-haa: slidhornsdjur
- Patsy Smiles: mungo
- Nina: giraff
- Grechen: alligator
- Lamondine: uggla
- Jan Doe: hjort
- Ms.rebella marcus: vårtsvin
- Harald: valross
- Larrisson: stork
- Sheldon: flodhäst
- Bob: björn
- Ted: gris
- Fred: bäver
- Norman: get
- Mort: pelikan
- Bill: jordsvin

## Stugor
- Geléstugan: Lazlo, Raj och Clam.
- Pintonstugan: Edward, Chip och Skip.
- Favastugan: Samson, Dave och Ping Pong.
- Sojastugan: Larry, Louie, Leonard och Leliment.
- Baked cabin (på engelska): Norman, Gordon och Ted.
- Honungsstugan: Fred, Larrison och Sheldon.
- Jordnötsstugan: Welbert, Lemuel och Ignatious.
- Limastugan: Mort, Bill och Maggot.

## Avsnitt

### Säsong 1
- Parasitic Pal / It's No Picnic
- The Weakest Link / Lumpy Treasure
- Lights Out / Swimming Buddy
- Tree Hugger / Marshmallow Jones
- Gone Fishin' (Sort of) / Beans Are from Mars
- Dosey Doe / Prodigious Clamus
- The Nothing Club / Loogie Llama
- Snake Eyes / Racing Slicks
- Float Trippers / The Wig of Why
- Slugfest / Beans & Weenies
- Prickly Pining Dining / Camp Kidney Stinks
- Beans and Pranks / Movie Night
- The Big Cheese / Campers All Pull Pants

### Säsong 2
- Hallobeanies / Meatman
- No Beads, No Business / Miss Fru Fru
- Parent's Day / Club Kidney-Ki
- Handy Helper / Love Sick
- Hello Dolly / Over Cooked Beans
- The Battle of Pimpleback Mountain / Dead Bean Drop
- I've Never Bean In A Sub / The Great Snipe Hunt
- Burpless Bean / Slap Happy
- Snow Beans / Irreconcilable Dungferences
- Mascot Madness / Tomato Paste
- Camp Samson / Beany Weenies
- There's No Place Like Gnome / Hot Spring Fever
- Hello Summer Goodbye Camp

### Säsong 3
- 7 Deadly Sandwiches
- The Big Weigh In / Hard Days Samson
- Waiting for Edward / Beans in Toyland
- Where's Clam / Bowling For Dinosaurs
- Squirrel Seats / Creepy Crawly Campy
- Sweet Dream Baby / Dirt Nappers
- Spacemates / Temper Tee Pee
- Lazlo Loves a Parade / Are You There S.M.I.T.S.? It's me Samson
- Tusk Wizard / Squirrel Scout Slinkman
- Bear-l-y a Vacation / Radio Free Edward
- Valentine's Day (special) / A Job Well Dung
- The Bean Tree / Taking Care of Gretchen
- Scoop of the Century / Boxing Edward

### Säsong 4
- Hold it Lazlo / Being Edward
- Strange Trout from Outer Space / Cheese Orbs
- Award to the Wise / Cave Chatter
- Ed's Benedict / The Book of Slinkman
- Never Bean on the Map / Harold and Raj
- Lumpus vs. the Volcano / Nursemaster
- Dungs in Candyland / Tour Wars
- Lazlo's First Crush / Livin' La Vida Lumpus
- Samson's Mail Fraud / The Haunted Coffee Table
- Friendward / Camp Dinkey
- Doting Doe Eyed Deerest / Clown Camp

### Säsong 5
- Edward's Big Bag / The List
- Camp Complain / The Engagement
- Call Me Almondine / Clam the Outlaw
- Penny for Your Dung / Baby Bean
- Bad Luck Be a Camper Tonight / Step Clam
- S is for Crazy / Samson Needs a Hug
- Wedding Bell Blues / O Brother Who Art Thou
- Peace Frog / Lumpus' Last Stand.

## Svenska röster
- Lazlo - Dick Eriksson
- Raj - Joakim Jennefors
- Clam - Hans Wahlgren
- Edward - Andreas Rothlin Svensson
- Chip & Skip - Hans Wahlgren, Olli Markenros
- Dave & Ping-Pong - Dick Eriksson, Kim Sulocki
- Scoutledare Lumpus - Ole Ornered
- Slimpman - Kim Sulocki
- Patsy Smiles - Annika Rynger